# Ján Simonides
Ján Simonides (1648, Spišské Vlachy – 7. květen 1708, Banská Bystrica) byl slovenský spisovatel memoárové a cestopisné prózy.

## Životopis
Pocházel z rodiny evangelického kněze, vzdělání získal v Prešově a ve Wittenbergu (1667–1674) a po studiích působil v Brezně jako rektor školy. Po odhalení Vesselényiho spiknutí ho věznili v Leopoldově a byl odsouzen na neapolské galeje. Cestou na galeje ujel spolu s Tobiášem Masníkem, ale po pěti dnech je opět chytili a uvěznili. Na svobodu se dostal díky tomu, že je vykoupil jistý německý kupec.
Procestoval mnoho zemí (Itálie, Švýcarsko, Německo), než se usadil v Německu, kde žil do roku 1683.
Po návratu do vlasti působil jako evangelický kněz v Banské Bystrici-Radvani (1683–1687), Kráľové (1688–1690), Hronseku (1691–1695), Banské Bystrici (1695–1708), tam se stal superintendantem (od roku 1704).

## Tvorba
Je znám zejména jako autor cestopisných a memoárových děl, ve kterých se věnoval svým zážitkům od odsouzení v Bratislavě až po návrat domů. Vycházel přitom ze svých deníků, které si cestou psal. Ve svých dílech však nepopisoval jen své zážitky, ale věnoval se i popisem krajů, které navštívil, jejich regionálních zvyklostí, etnografických poměrů a architektury (antické památky, klášterní a chrámové stavby).
Používal jednoduchý, bezprostřední jazyk, přičemž nevkládal do textu téměř žádné náboženské detaily (biblické texty, příklady, náboženské reflexe), takže jeho dílo je považováno za víceméně světskou prózu, která v té době byla vzácná.
Byl též autorem latinské příležitostné poezie, náboženských polemik a náboženských výchovných spisů. Obhajoval význam mateřské řeči, slovakizoval biblickou češtinu, dokladem toho je jeho úvod ke katechismu.

## Dílo
- 1676 – Krátke opísanie toho, čo se stalo s kňazmi uhorskej evanjelickej cirkvi (Brevis consignatio eorum, quae facta sunt cum ministris ev. ecclesiae Hungaricae)
- 1676 – Galéria všetkých Bohu oddaných, spútaných navzájom reťazami kresťanskej cnosti (Galeria omnium sanctorum, catenis christianae virtutis sibi devincotorum)
- 1679 – Prenasledovaný vyhnanec (Exul praedicamentalis)
- 1681 – Božia moc a milosť (Gottes Kraft und Gnade)
- 1704 – Vysvětlení krestianského učení
- 1707 – Řeči, v kterých se lid boží napomíná